# Parteien Neuseelands
Das politische System Neuseelands wird von einer vielfältigen Parteienlandschaft geprägt. Normalerweise gehört jeder Abgeordnete (MP; englisch Member of Parliament) des Repräsentantenhauses einer politischen Partei an, parteilose Direktkandidaten gibt es nur selten. Seit Mitte der 1990er-Jahre wird die neuseeländische Politik nicht mehr durch ein reines Zweiparteiensystem bestimmt. Es gibt zwar zwei sehr große Parteien, aber die politische Entwicklung des Landes wird durch kleinere Parteien teilweise signifikant mitbestimmt. Die Parlamentswahlen am 14. Oktober 2023 brachten sechs verschiedene Parteien ins Parlament.

## Geschichte
Ende des 19. Jahrhunderts entwickelten sich die ersten politischen Parteien aus verschiedenen Interessenverbänden und privaten Gruppierungen heraus. Die erste richtige Partei des Landes, die Liberal Party, wurde 1891 gegründet und bestimmte in den folgenden Jahren ohne Konkurrenz die politische Landschaft. Mit der seit 1912 existierenden Reform Party wurde in Neuseeland das Zweiparteiensystem begründet. Im Jahr 1916 schließlich entstand die Labour Party aus mehreren politischen Vereinigungen heraus. Sukzessive näherten sich Liberal Party und Reform Party an und vertraten in immer mehr Streitfragen eine ähnliche Meinung, bis sie sich 1936 zur National Party zusammenschlossen, um so gemeinsam gegen die Labour Party antreten zu können.
In den folgenden Jahrzehnten formierten sich zahlreiche kleinere Parteien, wie zum Beispiel die Social Credit Party, die New Zealand Party, die Alliance oder die Values Party. Diese hatten aber wegen des damals angewandten Mehrheitswahlrechts nur äußerst selten die Gelegenheit, Abgeordnete im Parlament stellen zu können. Am 6. November 1993 wurde über ein bindendes Referendum von den Wählern entschieden, das Wahlrecht Neuseelands zu ändern und das Mixed-Member Proportional Wahlsystem (MMP) einzuführen. Am 12. Oktober 1996 wurde dann erstmals nach dem neuen Wahlrecht gewählt. Seitdem können auch vormals unbedeutende Parteien maßgeblich die Politik in Neuseeland mitbestimmen, wenn die Mehrheitspartei die absolute Mehrheit verfehlt hat.

## Registrierung von Parteien
In Neuseeland gibt es registrierte und nicht registrierte Parteien. Registrierte Parteien müssen über mindestens 500 zahlende Mitglieder verfügen, von denen jeder einzelne in der Lage ist, an allgemeinen Wahlen teilzunehmen. Üblicherweise erstellt jede registrierte Partei eine Wahlliste, um durch die Verhältniswahl Stimmen bekommen zu können. Unregistrierte Parteien sind nur dazu in der Lage, einzelne Kandidaten in einzelnen Wahlkreisen zu nominieren, die durch Mehrheitswahl gewählt werden können.

## Parteien im Repräsentantenhaus seit 2023
Die Parteien sind nach Anzahl der aktuellen Anzahl ihrer Sitze im Parlament der Legislaturperiode 2023–2026 aufgelistet.
| Partei          | Stimmen % | Sitze | Vorsitzende/r                            | Politische Ziele |
| --------------- | --------- | ----- | ---------------------------------------- | --- |
| National Party  | 38,06     | 48    | Christopher Luxon                        | Eine Mitte-rechts gerichtete, konservative Volkspartei, die seit 2008 die meisten Abgeordneten im Parlament stellt und die Regierungskoalition anführt. Sie unterstützt die Idee eines freien Marktes, niedrigere Steuern, sowie weniger Einmischung des Parlaments in Regierungsaufgaben.                                                                                      |
| Labour Party    | 26,91     | 34    | Chris Hipkins                            | Eine Mitte-links gerichtete, sozialdemokratische Volkspartei, die 2008 zweitgrößte Partei im Parlament und größter Konkurrent der National Party ist. |
| Green Party     | 11,60     | 15    | Marama Davidson und James Shaw           | Eine linksgerichtete, auf Umweltschutz ausgerichtete Partei, die sich vor allem in jüngster Zeit gegen Gentechnik ausspricht und sich für eine Steuer für den Ausstoß von Kohlenstoffdioxid einsetzt. Im Allgemeinen setzt sie sich für eine progressive Sozialpolitik ein. |
| ACT New Zealand | 8,64      | 11    | David Seymour                            | Eine im politischen Spektrum Neuseelands rechts angesiedelte Partei, die sich für einen freien Markt, niedrigere Steuern, weniger Ausgaben der Regierung und härtere Bestrafungen für Verbrechen einsetzt. Sie will die Regierung zuverlässiger erscheinen lassen und die Regierungsgeschäfte durchschaubarer machen.                                                           |
| NZ First        | 6,08      | 8     | Winston Peters                           | Eine rechtsgerichtete, nationalistische und teilweise als populistisch bezeichnete Partei, die sich für eine strikte Begrenzung der Einwanderung, härtere Bestrafung von Verbrechen, Reduzierung von durch den Vertrag von Waitangi zugesicherten Ausgleichszahlungen für die Māori, sowie für die Renationalisierung von privatisierten ehemaligen Staatsunternehmen einsetzt. |
| Māori Party     | 3,08      | 6     | Debbie Ngarewa-Packer und Rawiri Waititi | Diese Partei setzt sich – wie der Name vermuten lässt – für die Rechte der indigenen Bevölkerung Neuseelands, der Māori, ein. Die Partei entstand erst im Jahr 2004 um Tariana Turia herum, einer früheren Ministerin der Labour Party. |

## Parteien, die nicht im Repräsentantenhaus vertreten sind
| Partei                                  | Stimmen % (2023) | Vorsitzende/r                        | Politische Ziele |
| --------------------------------------- | ---------------- | ------------------------------------ | --- |
| Aotearoa Legalise Cannabis Party        | –                | Maki Herbert und Michael Appleby     | Eine Partei, die sich – wie der Name vermuten lässt – für die Legalisierung von Cannabis einsetzt |
| Heartland NZ                            | –                | Mark Ball                            | |
| Internet Party                          | –                |                                      | |
| New Conservative Party                  | –                | Ted Johnston und Helen Houghton      | Eine rechts-konservative Partei, die zur Wahl 2011 mit den Themen: Ehrlichkeit, Sicherheit, Wohlstand und Familie antrat. Der Law and Order Themenbereich der Partei ist besonders ausgeprägt. So tritt die Partei als Beispiel dafür ein, den Eltern wieder die Erlaubnis zu geben, Kinder mit angemessenen Zwangsmaßnahmen disziplinieren zu dürfen.                                                                                                 |
| New Zealand Democrats for Social Credit | –                | Stephnie de Ruyter                   | Eine links-stehende Partei, die die Theorie des Social Credit unterstützt und sich unter anderem für gleiche Bezahlung für Mann und Frau einsetzt, sowie eine paritätische Besetzung der Regierung mit Männern und Frauen. Ein Wahlspruch der Partei im Jahr 2011 war: „Wir glauben, dass das System für die Menschen gemacht ist und nicht die Menschen für das System.“ Als Democratic Party war die Partei früher mal ein Bestandteil der Alliance. |
| New Zealand Loyal                       | 1,2              |                                      | |
| New Zealand Outdoors Party              | –                | Alan Simmons und Sue Grey            | |
| New Zealand People’s Party              | –                | Anil Sharma                          | |
| New Zealand TEA Party                   | –                | John Hong und Susanna Kruger         | |
| One Party                               | –                | Edward Shanly und Stephanie Harawira | |
| Sustainable NZ                          | –                | Vernon Tava                          | |
| The Opportunities Party (TOP)           | 2,22             | Shai Navot                           | |
| The Pirate Party of New Zealand         | –                |                                      | Die PPNZ beschränkt sich derzeit inhaltlich auf drei Kernthemen: Die Reform des Copyrights, die Abschaffung des derzeitigen Patentsystems sowie die Stärkung der Bürgerrechte. |
| Vision NZ                               | –                | Hannah Tamaki                        | |

In alphabetischer Reihenfolge gelistet.

## Aufgelöste ehemalige Partei
| Partei                            | Letzte/r Vorsitzende/r         | Jahr der Auflösung | Politische Ziele |
| --------------------------------- | ------------------------------ | ------------------ | --- |
| 99 MP Party                       | Margaret Robertson             | 2006               | Eine Partei, die sich hauptsächlich für die Reduzierung der Abgeordneten im Repräsentantenhaus von 120 auf 99 ausspricht. Außerdem will sie über alle Gesetzesänderungen durch Referenden entscheiden lassen. |
| One New Zealand Party             | Richard Fisher                 | 2006               | Eine nationalistische Partei, die sich an der australischen One Nation Party von Pauline Hanson orientiert und sich zum Beispiel gegen jede besondere Behandlung der Māori einsetzt. |
| Christian Heritage NZ             | Ewen McQueen                   | 2006               | Eine konservative, christliche Partei, die sich gegen Homo-Ehen, Abtreibung und für eine Stärkung der Ehe ausspricht. |
| WIN Party                         | John van Buren                 | 2006               | Eine Partei, die von sich selbst behauptet, den Menschen mehr Freiheit geben zu wollen. Konkret setzt sie sich zum Beispiel für die Abschaffung des neu eingeführten Rauchverbots in Bars und Restaurants ein. |
| Destiny New Zealand               | Richard Lewis                  | 2007               | Eine Partei, die auf den Moralvorstellungen der in Auckland gegründeten christlich-fundamentalistischen Destiny Church basiert. Ihre wichtigsten politischen Ziele sind die Stärkung der Familie im öffentlichen Leben, die Verhinderung der Schaffung von gleichgeschlechtlichen Lebenspartnerschaften sowie der Legalisierung der Prostitution.                                                                                            |
| Family Rights Protection Party    | Manoo Mulitalo                 | 2007               | Eine Partei, die sich für die anwachsende Gruppe der Pazifischen Insulaner einsetzt, vor allem, weil sie glaubt, dass die großen Parteien die Stimmen dieser Volksgruppe für selbstverständlich halten und sich zu wenig für sie einsetzen. |
| Outdoor Recreation NZ             | Paul Check                     | 2007               | Eine Partei, die sich für die Interessen von Jagd- und Fischereivereinen einsetzt. Bei den Wahlen 2005 ging sie eine Fraktion mit United Future ein, obwohl die Parteien nicht fusionierten. Die Zusammenarbeit wurde wegen zu schlechten Ergebnissen eingestellt. |
| Te Tawharau                       | ?                              | 2007               | Eine Partei, die sich für die Rechte der Māori einsetzt und – neben der Māori Party aus der Mana-Māori-Bewegung hervorging. |
| Direct Democracy Party            | Kelvyn Alp                     | 2009               | Eine Partei, die versucht, alle Bürger direkt in politische Prozesse mit ein zu binden. Sie spricht sich für ein ähnliches Referenden-System wie in der Schweiz aus. |
| The Republic of New Zealand Party | Kerry Bevin                    | 2009               | Eine Partei, deren Hauptziel es ist, in Neuseeland eine Republik zu errichten, und somit die konstitutionelle Monarchie abzuschaffen. Außerdem setzt sie sich für eine geschriebene Verfassung, Referenden über wichtige politische Themen und die Abschaffung von besonderen politischen Einrichtungen für bestimmte Volksgruppen ein. |
| Jim Anderton’s Progressive        | Jim Anderton                   | 2012               | Eine linksgerichtete Partei mit ehemals nur einem Abgeordneten (MP), die ihre Prioritäten auf die Schaffung von Arbeitsplätzen und die regionale Entwicklung setzte. |
| Libertarianz                      | Richard McGrath                | 2014               | Eine liberale Partei, die sich für einen Laissez-faire-Kapitalismus einsetzt und versucht, den Staat möglichst klein zu halten. |
| Alliance                          | Andrew McKenzie und Kay Murray | 2015               | Eine demokratisch-sozialistische Partei, die sich für den Wohlfahrtsstaat, ein kostenloses Bildungssystem, intensiveren Umweltschutz sowie die Rechte der Māori einsetzt. Von dieser Partei spaltete sich die Progressive Party ab, als Jim Anderton, der frühere Vorsitzende der Alliance, die Partei verließ. |
| United Future                     | Damian Light                   | 2017               | Eine gemäßigte und als offen geltende konservative Partei, die im November 2000 durch den Zusammenschluss von zwei gemäßigten Parteien der Mitte, der United New Zealand, und der Future New Zealand entstanden ist. Die Partei vertritt die freie Marktwirtschaft und steht für eine offene, moderne, demokratische und multikulturelle Gesellschaft, in der Eigenständigkeit, Unabhängigkeit und persönliche Verantwortung gefördert wird. |
| Ban1080                           | Bill Wallace und Mike Downard  | 2018               | Eine Ein-Themen-Partei, die sich für ein Verbot des Gifts 1080 (Natriumfluoracetat) einsetzt, welches zur Bekämpfung von Possums verwendet wird. |
| Mana                              | Hone Harawira                  | 2021               | Eine links stehende Partei, die sich für die indigenen Rechte der Māori einsetzt und wie sie selbst angibt, eine Stimme der Armen sein will und die Enteigneten und Machtlosen in das Parlament bringen möchte. |
| Advance NZ                        | Jami-Lee Ross                  | 2021               | Bei der Parlamentswahl in Neuseeland 2020 erhielt die Partei 0,99 % der Stimmem. |

## Politische Bewegung
Eine politische Bewegung, die in Neuseeland Beachtung fand, ist die Republican Movement of Aotearoa New Zealand, die die konstitutionelle Monarchie abzuschaffen und Neuseeland in eine Republik umwandeln möchte.